# Leila Wandeler
Leila Wandeler (* 11. April 2006 in Freiburg im Üechtland) ist eine Schweizer Fussballspielerin. Sie spielt für Olympique Lyon B und die Schweizer Nationalmannschaft.

## Karriere

### Verein
Leila Wandeler begleitete bereits als Vierjährige ihren Bruder zu Fussballtrainings des FC Matran und spielte mit den Jungs mit. Als sie sechs Jahre alt war, zog die Familie nach Dakar um. Während vier Jahren trainierte sie als einziges Mädchen im Fussball-Ausbildungszentrum Sacré-Cœur mit. Im Alter von sieben Jahren wurde sie in die U-11-Elitemannschaft aufgenommen. Nach der Rückkehr in die Schweiz spielte sie für den FC Corminboeuf in ihrem Heimatkanton Freiburg. Später besuchte sie die Football Academy des Schweizerischen Fussballverbands in Biel. Von 2021 bis 2022 spielte sie im Nachwuchs der YB Frauen. Bis zur Stufe U-16 spielte sie in Knabenmannschaften mit. Auf die Saison 2023/24 hin wechselte sie zu Olympique Lyon, wo sie einen zweijährigen Ausbildungsvertrag erhielt und zunächst mit der zweiten Mannschaft in Frankreichs dritter Liga zum Einsatz kam. Am 24. April 2024 spielte sie erstmals für Lyons erste Mannschaft. Sie wurde in der 59. Minuten eingewechselt. Am 8. Mai 2024 kam sie zu ihrem Startelf-Debüt. Danach wurde sie von Verletzungen zurückgeworfen und kam während fast eines Jahres nicht mehr zum Einsatz. Ab Februar 2025 konnte sie wieder spielen. Ihre Rückkehr verlief dabei sehr erfolgreich: In 10 Spielen mit Lyon B erzielte sie ebenso viele Treffer. Bei ihrem dritten Spiel für Lyons A-Team am 23. April 2025 erzielte sie dann auch ihr erstes Tor in der ersten Liga.

### Nationalmannschaft
Wandeler spielte in den verschiedenen Jugendauswahlen der Schweiz. Für die U-16-Nationalmannschaft bestritt sie drei Länderspiele. Mit der U-17-Nationalmannschaft bestritt sie zwischen 2021 und 2023 15 Länderspiele und erzielte dabei 6 Tore. Im Mai 2023 nahm sie an der U-17-Europameisterschaft in Estland teil. Mit ihrer Mannschaft erreichte sie den Halbfinal. Wandeler wurde in allen vier Spielen eingesetzt.
Im Juni 2024 erhielt sie von Nationaltrainerin Pia Sundhage erstmals ein Aufgebot für das A-Team, aufgrund einer Hüftverletzung konnte sie diesem jedoch nicht nachkommen. Ein Jahr später wurde sie in das erweiterte Kader für die Vorbereitung der Europameisterschaft 2025 berufen und schaffte den Sprung in den definitiven Kader, ohne zuvor ein Länderspiel bestritten zu haben. Zu ihrem Länderspieldebüt kam sie am 26. Juni 2025 im Testspiel gegen Tschechien. Sie wurde in der 65. Minute eingewechselt und konnte sich mit einem Pfostenschuss und einem Assist gut in Szene setzen. An der Endrunde selbst wurde sie in drei von vier Spielen der Schweizerinnen eingewechselt und sorgte für neuen Schwung in der Offensive. Die Schweiz erreichte den Viertelfinal.

## Persönliches
Wandelers Mutter stammt aus dem Senegal, sie selbst ist schweizerisch-senegalesische Doppelbürgerin. Ihr Vater war früher Fussballtrainer beim FC Matran. Wandeler besuchte in Lyon im vereinsinternen Internat das Gymnasium und erwarb dort das Baccalauréat.